# Escut antic de Vilaller
Antic escut municipal de Vilaller, a l'Alta Ribagorça. Fou substituït per l'escut actual el 21 d'octubre del 1991.

## Descripció heràldica
D'atzur, un cérvol saltant d'argent.